# Organizacija ameriških držav
Organizacija ameriških držav (kratici OAS oz. OEA) je mednarodna organizacija, ki povezuje 35 držav Amerike.

## Članice

### Države ustanoviteljice
| - Argentina - Bolivija - Brazilija - Čile - Kolumbija - Kostarika - Kuba* - Dominikanska republika - Ekvador - Salvador - Gvatemala |  | - Haiti - Honduras - Mehika - Nikaragva - Panama - Paragvaj - Peru - ZDA - Urugvaj - Venezuela |

### Pridružene članice
- Barbados (1967)
- Trinidad in Tobago (1967)
- Jamajka (1969)
- Grenada (1975)
- Surinam (1977)
- Dominika (1979)
- Sveta Lucija (1979)
- Antigva in Barbuda (1981)
- Saint Vincent in Grenadine (1981)
- Bahami (1982)
- Sveti Krištof in Nevis (1984)
- Kanada (1990)
- Belize (1991)
- Gvajana (1991)